# Själö, Houtskär
Själö är en finländsk ö i Skärgårdshavet och Åboland, i landskapet Egentliga Finland. Den ligger nära Brändö kommun på andra sidan Skiftet, på gränsen mellan de tidigare kommunerna Houtskär och Iniö. Ön ligger numera i Pargas.
Öns area är 0,99 kvadratkilometer och dess största längd är 1,9 kilometer i nord-sydlig riktning. Ön höjer sig omkring 20 meter över havsytan.
Förbindelsefartygen i Houtskärs ruttområde och på Iniö tilläggsrutt förbinder ön med Brändö, Houtskär och Iniö.